# Raymond de Biolley (1789-1846)
Pour les articles homonymes, voir Biolley.
Raymond Jean-François Biolley, né le 10 février 1789 à Verviers où il est mort le 22 mai 1846, est un industriel et homme politique belge.

## Famille
Raymond Biolley nait à Verviers en 1789. Il est le fils de François de Sales-Alexis Biolley, né à Verviers le 30 août 1751, et de Marie-Claire Godin, née le 6 janvier 1761, morte le 15 février 1796, fille d'Arnoud-Jacques-Joseph, né le 29 juillet 1733, mort le 3 avril 1806, et de Marie-Anne de Thier.

### Anoblissement
Les Biolley sont originaires de Sallanches (Haute-Savoie), et se sont établis pour une branche à Augsbourg et pour une autre à Verviers vers la fin du XVIIe siècle, où ils firent prospérer leurs affaires textiles.
Quoique certains auteurs affirment que cette famille ait une origine nobiliaire française ou du Saint Empire, le nom est inconnu de l'Armorial et nobiliaire de l'ancien duché de Savoie du comte Amédée de Foras, ainsi que des publications des sociétés savantes de Savoie. 
La famille, sous l’égide de Raymond Biolley, fit néanmoins l'objet en 1843 en Belgique d'une « reconnaissance de noblesse », avec octroi de la particule et concession du titre de vicomte pour tous les mâles avec comme armoiries : « écartelé : au premier d'azur, à l'étoile d'or à cinq pointes ; au troisième d'argent à la tour crénelée de gueules ; au deuxième et au quatrième d'argent et d'azur, au lion de l'un dans l'autre, armé et lampassé de gueules. L'écu sommé d'une couronne de vicomte, à neuf perles, surmonté d'un heaume d'argent, orné, grillé, couronné d'or et fourré de gueules, aux lambrequins d'or et d'azur. Cimier : l'étoile du premier de l'écu entre deux vols, à dextre, d'azur à deux fasces d'or; à sénestre, d'argent, à deux fasces de gueules. Supports : deux griffons d'or, armés et lampassés de gueules portant bannières d'azur à l'étoile de l'écu ».

### Descendance
En 1817, Raymond épousa Marie-Isabelle Simonis (1799-1865), la nièce de sa tante Marie Anne Simonis, alors dirigeante de la maison de textiles familiale « Maison François Biolley et fils ». Marie-Isabelle est la fille de Jean-François Dieudonné Simonis (1769-1829), dit Ywan Simonis, considéré comme l’homme le plus riche du pays wallon sous le régime français.
De cette union naquirent 7 enfants :
1. Iwan de Biolley, Vicomte 1818-1854
2. Marie-Anne de Biolley 1822-1859
3. Armande de Biolley 1824-1885
4. Élisabeth de Biolley 1825-1874
5. Marie de Biolley 1827-1905
6. Emmanuel de Biolley, Vicomte 1829-1892
7. Félix Joseph de Biolley, Vicomte 1836-1885

## Philosophie
Partisan de la doctrine économique du libre-échange, Raymond Biolley est un industriel qui a tôt fait de se sentir chez lui aux quatre coins du monde. Il se rendit en Angleterre pour y étudier de près les merveilleux rouages de la prospérité matérielle de ce pays et attira à Verviers des ingénieurs et des mécaniciens anglais. Il imprima en même temps une vive impulsion aux exportations transatlantiques, et envoya ses produits aux Indes Orientales et Occidentales, en Chine et au Japon. Le premier Européen qui pénétra à Tombouctou, le célèbre René Caillié, raconte après y avoir séjourné en 1826,  que dans cette vaste foire de l’Afrique centrale, il ne trouva qu’un seul produit des pays civilisés. C’était un coupon de drap sur lequel il lut : « Maison François Biolley et fils, à Verviers. »
À toutes difficultés, il trouve ou invente des solutions à son avantage. Quand Napoléon avait imposé le blocus continental et privé les « continentaux » des laines britanniques, Biolley avait lancé un élevage de 4 000 moutons mérinos sur les hauteurs de Verviers. Quand le blocus a été levé et que les coûts de transport ont été très bas, il a commandé ses laines dans l’hémisphère sud. Quand naît le royaume de Belgique, il plaide en faveur d’accords douaniers avec la France pour rouvrir le marché mosan, à la France certes, au monde si possible. 

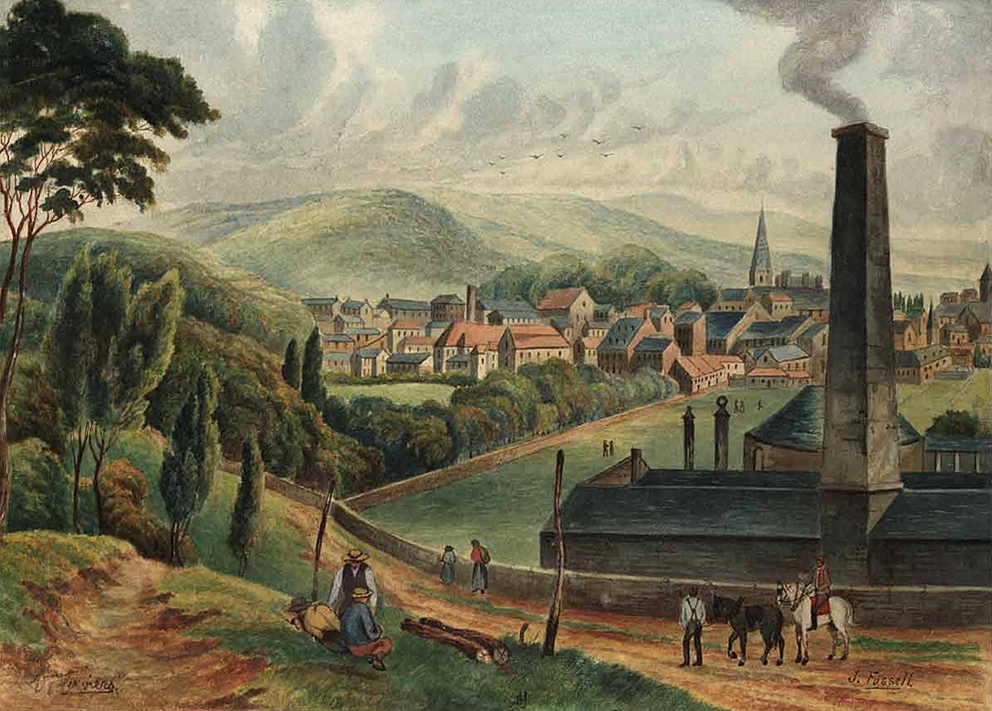
Vue de Verviers (milieu du XIXe siècle)
Aquarelle de Joseph Fussell.

Quoiqu’il s’occupât de toutes les parties de l’industrie lainière, il s’attacha spécialement à produire les draps avec une perfection telle que ni la France ni l’Angleterre ne lui contestaient le premier rang.
Le roi des Pays-Bas, Guillaume Ier, favorisa puissamment le développement de Verviers, dans lequel la maison Biolley était secondée par ses parents et alliés, les Simonis, de Grand-Ry, Godin et autres. Le roi appela l’industriel verviétois à prendre part à divers travaux officiels et le nomma, de 1820 à 1830, membre des États Provinciaux de Liege. Pour ses services, le roi lui décerna la distinction, alors fort enviée, de chevalier de l’Ordre du Lion belgique. Par ailleurs, la grande société commerciale des Pays-Bas, la Nederlandsche Handel-Maatschappij d’Amsterdam, le choisit pour directeur et fit construire en 1827 un grand navire de commerce, le Raymond, pour le service des Indes Orientales.
La révolution de 1830 vint suspendre pour un temps assez long l’essor de la production.

## Carrière
À la suite du décès de sa tante en 1831, dont il fut le principal, mais non l’unique héritier, Raymond se trouva avec son frère unique, Édouard, à la tête de la manufacture de draps. Il acquit une position prépondérante dans les affaires de l’entreprise familiale. 
Principal pourvoyeur de travail dans la vallée de la Vesdre, il fut reconnu par ses pairs comme le principal industriel de l’est wallon : son savoir-faire, sa fortune et ses investissements sans limites font de la Maison de Biolley à la fois une référence, un bailleur de fonds et un moteur d’innovations exceptionnelles. Depuis 1824, il siège au sein de la Chambre de Commerce et d’Industrie de Verviers; en 1830, il la préside. Dans le nouveau royaume de Belgique, les censitaires attribuent à ce chef d’entreprise le mandat de sénateur dès 1831, fonction qu’il exercera jusqu’à son décès. Il a fortement soutenu le parti catholique naissant, et se distança de la loge franc-maçonne des Philadelphes, dont son frère Édouard restera membre

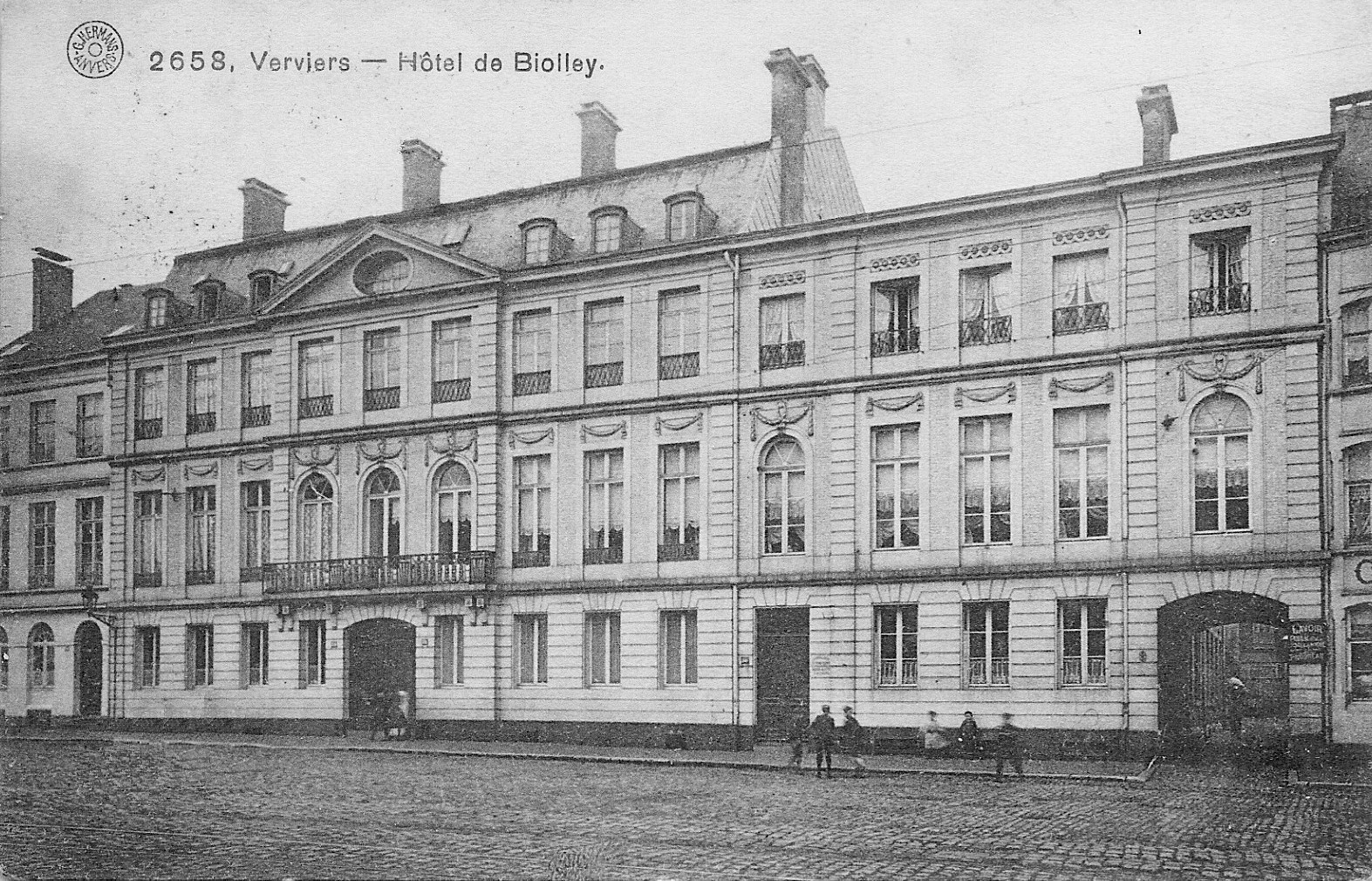
Hôtel de Biolley. Place de Sommeleville à Verviers.

Au milieu de la prostration complète des affaires après l’indépendance de la Belgique, il fut le seul qui continuât à donner du travail à la population ouvrière de Verviers. Extrêmement attentif à tous les progrès, il voyageait fréquemment en France et en Angleterre et mettait en pratique les améliorations nouvelles. Aussi la fabrication des draps atteignit bientôt son apogée et le chef de cette maison, à laquelle affluaient les distinctions de tout genre, était reconnu comme le premier industriel du pays et l’un des plus grands manufacturiers du continent européen. De 1842 à 1846, il présida le Comité Industriel de Belgique.
Quoique ne recherchant pas les distinctions, il accepta le titre de vicomte que lui attribue Léopold Ier, en 1843, lorsqu’il inaugure la ligne de chemin de fer qui relie Anvers à Verviers. La famille royale avait d’ailleurs l’habitude de prendre ses quartiers dans l’hôtel de maître que l’industriel s’était fait construire au cœur de la cité lainière.
Avec Marie-Isabelle Simonis, son épouse, ils furent au cœur de bon nombre d'initiatives caritatives a Verviers, Augsbourg et Sallanches: instructions variées, soins religieux et médicaux, hygiène des ateliers, habitations ouvrières isolées pour n'en citer que quelques-unes. Pour beaucoup, les premiers logements ouvriers en Europe, les « maisons des Grandes Rames » sont l'œuvre de Raymond de Biolley. L'industriel n'avait cependant que 18 ans quand on inaugure, au printemps 1808, la première phase de ce projet qui, lorsque termine en 1824, comportera 10 maisons reparties en 2 blocs sur 4 étages accommodant près de 700 habitants. C'est son père Francois de Sales et la famille Simonis qui mènent l'opération, avec le soutien financier de quelques-uns de leurs confreres. Raymond de Biolley sera, quant à lui, partie prenante en 1833 dans l’édification de la cité ouvrière de l’actuelle rue Raymond.
Au moment de sa disparition en 1846, à l’âge de 57 ans, on estime qu’il était à la tête de 2 000 ouvriers, rassemblés dans quatre grosses usines. Propriétaire de biens de prestige, Raymond de Biolley avait en outre investi dans des entreprises en Prusse rhénane et possédait des parts dans deux charbonnages proches de Verviers, investissements motivés par la nécessité de contrôler des sources d’énergie à l’heure du développement de la machine à vapeur. 
Plus de dix mille personnes suivent son cortège funèbre qui se rend à l'église Saint-Remacle. Le conseil de fabrique de l'église, dont Raymond et Edouard avaient financé la construction, décide qu’un service de première classe sera célébré à perpétuité en mémoire de son bienfaiteur. Saint-Remacle est, aujourd’hui encore, le miroir des Biolley. La chaire de vérité représente saint Raymond et saint Édouard, présentant à saint Remacle les plans du sanctuaire. Il est aussi une statue de saint Raymond, une autre de sainte Isabelle (Simonis, l’épouse de Raymond) ou encore, dans le chœur, le panneau de Bellemans représentant la communion mystique de saint Raymond. 
En 1853, Léopold Ier demanda à sa veuve que la cérémonie de la remise entre les mains de la dynastie de Belgique de l’archiduchesse Marie-Henriette, épouse de son fils le futur roi Léopold II, par les autorités autrichiennes, ait lieu dans l’hôtel Biolley à Verviers.

## Fonctions, mandats et décorations honorifiques
- Membre des États provinciaux de Liège : 1820-1830
- Membre du Sénat belge : 1831-1846
- Directeur de la Nederlandsche Handel-Maatschappij (Pays-Bas) : 1824-1830
- Chevalier de l'Ordre du Lion belgique
- Officier de l'Ordre de Léopold
- Président du Comité Industriel de Belgique: 1842-1846
- Président de la Chambre de Commerce et des Fabriques de Verviers
- Membre de la loge loge maçonnique des « Philadelphes » à Verviers
- Président de la Société Royale d'Harmonie de Verviers
- Président de la Commission d'Études pour l'établissement de l'Église Saint Remacle
- Fondateur de l'École des Grandes Rames et Saucy et de l'École Saint-Remacle à Verviers